# Могильов (аеропорт)
Міжнародний аеропорт «Могильов» (біл. Міжнародны аэрапорт «Магілёў», рос. Международный аэропорт «Могилёв») (IATA: MVQ, ICAO: UMOO) — міжнародний аеропорт, що обслуговує місто Могильов (Білорусь).
Аеропорт «Могильов» є філіалом РУП «Білаеронавігація». Розташований біля села Єрмоловичі неподалік від Могильова.
У 1998 році летовищу присвоєно статус міжнародного. 
2002 року відбулася реорганізація державного підприємства «Аеропорт Могильов», і його було приєднано до РУП «Білаеронавігація». 
Починаючи від 2003 поновилися регулярні авіапольоти на Москву, Мінськ та Калінінград на літаку Л-410. 
Аеропорт має асфальто-бетонну ЗПС завдовжки 2 566 метрів і завширшки 42 метри і ґрунтову смугу завдовжки 2 000 метрів і завширшки 85 метрів. 
Аеропорт приймає повітряні судна Ту-154, Іл-76 і класом нижче, з максимальною злітною масою до 171 тонни. 
Міжнародний аеропорт «Могильов» має прикордонний, митний і санітарно-карантинний контроль.